# Jean-Claude Marchetti
Pour les articles homonymes, voir Marchetti.
Jean-Claude Marchetti est un ingénieur du son français.

## Biographie
Jean-Claude Marchetti est un ancien élève de l'École technique de photographie et de cinéma (Promotion « Son » 1952). Sa carrière est marquée surtout par sa collaboration régulière avec Claude Chabrol au cours des premières années de l'activité du réalisateur.

## Filmographie
Courts métrages
- 1955 : Le Sabotier du Val de Loire de Jacques Demy
- 1957 : Le Bel Indifférent de Jacques Demy
- 1959 : Véronique et son cancre d'Éric Rohmer

Longs métrages
- 1956 : Courte tête de Norbert Carbonnaux
- 1957 : SOS Noronha de Georges Rouquier
  - Reproduction interdite de Gilles Grangier
  - Mort en fraude de Marcel Camus
- 1958 : Le Temps des œufs durs de Norbert Carbonnaux
- 1959 : Le Beau Serge de Claude Chabrol
  - Les Cousins de Claude Chabrol
  - Les Quatre Cents Coups de François Truffaut
  - À double tour de Claude Chabrol
- 1960 : Les Bonnes Femmes de Claude Chabrol
  - Plein Soleil de René Clément
- 1961 : Les Godelureaux de Claude Chabrol
  - L'Année dernière à Marienbad d'Alain Resnais
  - Une aussi longue absence d'Henri Colpi
  - La Récréation de François Moreuil et Fabien Collin
- 1962 : L'Œil du Malin de Claude Chabrol
  - Un chien dans un jeu de quilles de Fabien Collin
- 1963 : Codine d'Henri Colpi
  - Ophélia de Claude Chabrol
  - Le Glaive et la Balance d'André Cayatte
- 1964 : Le Tigre aime la chair fraîche de Claude Chabrol
  - Mort, où est ta victoire ? d'Hervé Bromberger
  - La Chance et l'amour
  - La Vie à l'envers d'Alain Jessua
- 1965 : Marie-Chantal contre le docteur Kha de Claude Chabrol
  - Le Tigre se parfume à la dynamite de Claude Chabrol
- 1971 : La Débauche de Jean-François Davy
- 1976 : Les Emmerdeuses de Jesús Franco